# Eriogonum crosbyae
Eriogonum crosbyae är en slideväxtart som beskrevs av J.L. Reveal. Eriogonum crosbyae ingår i släktet Eriogonum och familjen slideväxter. Utöver nominatformen finns också underarten E. c. mystrium.